# Campionati europei giovanili di nuoto 1996
I XXIII Campionati europei giovanili di nuoto e tuffi si sono disputati nella sede di Copenaghen per il nuoto e per i tuffi dall'8 agosto all'11 agosto 1996.
Hanno partecipato alla manifestazione le federazioni iscritte alla LEN; questi i criteri di ammissione:
- le nuotatrici di 14 e 15 anni (1982 e 1981) e i nuotatori di 16 e 17 (1980 e 1979)
- le tuffatrici e i tuffatori di 16, 17 e 18 anni (1980, 1979 e 1978) per la categoria "A"; Le ragazze e i ragazzi di 14 e 15 anni (1982 e 1981) per la categoria "B".

## Podi

### Uomini
| Evento               | Oro                | Tempo    | Argento            | Tempo    | Bronzo             | Tempo    |
| Stile libero         |                    |          |                    |          |                    |          |
| 100 m                | Mauro Gallo        | 51"64    | Tamás Kerékjártó   | 52"05    | Danny Wilks        | 52"27    |
| 200 m                | Miklós Kollár      | 1'52"16  | Aleksandar Malenko | 1'53"57  | Tamás Kerékjártó   | 1'54"07  |
| 400 m                | Denis Zavgorodny   | 3'56"24  | Miklós Kollár      | 3'56"63  | Jörg Hünecke       | 3'57"36  |
| 1500 m               | Denis Zavgorodny   | 15'27"34 | Jörg Hünecke       | 15'40"99 | Johann Le Bihan    | 15'41"55 |
| Dorso                |                    |          |                    |          |                    |          |
| 100 m                | Robert Kroll       | 57"49    | David Ortega       | 57"71    | Sebastian Halgasch | 58"02    |
| 200 m                | Sebastian Halgasch | 2'03"72  | Ioav Gath          | 2'04"74  | Robert Kroll       | 2'05"30  |
| Rana                 |                    |          |                    |          |                    |          |
| 100 m                | Remo lütlof        | 1'04"00  | Marcin Kulisz      | 1'04"51  | Oleg Lisogor       | 1'04"96  |
| 200 m                | Camillo Berenos    | 2'19"92  | Pavel Anokhin      | 2'20"23  | Filip Wroński      | 2'21"14  |
| Farfalla             |                    |          |                    |          |                    |          |
| 100 m                | Miklós Kollár      | 55"50    | Aleksandar Malenko | 55"69    | Valter Magnusson   | 55"79    |
| 200 m                | Aleksandar Malenko | 2'00"57  | Miklós Kollár      | 2'01"10  | Edward Clement     | 2'03"07  |
| Misti                |                    |          |                    |          |                    |          |
| 200 m                | Tamás Kerékjártó   | 2'05"05  | Michael Jacobsson  | 2'05"72  | Roel Janssen       | 2'07"12  |
| 400 m                | Johan Le Bihan     | 4'26"78  | Michael Jacobsson  | 4'27"09  | Aleksandar Malenko | 4'27"62  |
| Staffette            |                    |          |                    |          |                    |          |
| 4x100 m stile libero | Svezia             | 3'28"19  | Regno Unito        | 3'28"85  | Germania           | 3'29"30  |
| 4x200 m stile libero | Russia             | 7'39"67  | Germania           | 7'41"50  | Italia             | 7'42"32  |
| 4x100 m misti        | Germania           | 3'49"35  | Bielorussia        | 3'50"66  | Svezia             | 3'51"39  |

### Donne
| Evento               | Oro               | Tempo   | Argento             | Tempo   | Bronzo              | Tempo   |
| Stile libero         |                   |         |                     |         |                     |         |
| 100 m                | Anna Nyiry        | 57"42   | Janina Götz         | 58"47   | Camelia Potec       | 58"61   |
| 200 m                | Janina Götz       | 2'02"84 | Maartje Kouwenberg  | 2'04"44 | Camelia Potec       | 2'06"03 |
| 400 m                | Janina Götz       | 4'17"93 | Cristina Bolzonello | 4'20"43 | Camelia Potec       | 4'20"45 |
| 800 m                | Hannah Stockbauer | 8'46"15 | Cristina Bolzonello | 8'46"49 | Jana Pechanová      | 8'48"79 |
| Dorso                |                   |         |                     |         |                     |         |
| 100 m                | Yulia Fomenko     | 1'04"47 | Anna Nyiry          | 1'04"54 | Anne Wiesner        | 1'04"78 |
| 200 m                | Helen Don Duncan  | 2'15"61 | Laura Porchianello  | 2'15"81 | Anne Wiesner        | 2'18"10 |
| Rana                 |                   |         |                     |         |                     |         |
| 100 m                | Ágnes Kovács      | 1'10"38 | Ludmila Mamontova   | 1'12"04 | Annika Holz         | 1'13"10 |
| 200 m                | Ágnes Kovács      | 2'29"85 | Julie Marchesin     | 2'35"45 | Ludmila Mamontova   | 2'35"62 |
| Farfalla             |                   |         |                     |         |                     |         |
| 100 m                | Anna Nyiry        | 1'02"38 | Zhanna Lozumyrska   | 1'02"49 | Erica Barazza       | 1'03"45 |
| 200 m                | Erica Barazza     | 2'16"07 | Mireia Garcia       | 2'18"52 | Franziska Willwoldt | 2'18"54 |
| Misti                |                   |         |                     |         |                     |         |
| 200 m                | Simona Păduraru   | 2'20"13 | Laura Porchianello  | 2'20"29 | Kinga Jelonek       | 2'21"28 |
| 400 m                | Simona Păduraru   | 4'52"28 | Yana Klochkova      | 4'53"95 | Mirjana Bosevska    | 4'56"23 |
| Staffette            |                   |         |                     |         |                     |         |
| 4x100 m stile libero | Germania          | 3'52"44 | Regno Unito         | 3'53"88 | Italia              | 3'55"44 |
| 4x200 m stile libero | Italia            | 8'23"05 | Regno Unito         | 8'23"28 | Germania            | 8'23"43 |
| 4x100 m misti        | Russia            | 4'19"53 | Germania            | 4'19"74 | Italia              | 4'24"29 |

### Tuffi
| Evento                  | Oro                | Punti  | Argento          | Punti  | Bronzo                  | Punti  |
| Uomini - categoria "A"  |                    |        |                  |        |                         |        |
| trampolino 1m           | Christian Löffler  | 498,00 | Igor Lukashin    | 497,75 | Aleksandr Skripnik      | 490,95 |
| trampolino 3m           | Aleksandr Skripnik | 551,45 | Markus Albrecht  | 540,95 | Nicola Marconi          | 512,65 |
| piattaforma             | Aleksandr Skripnik | 576,95 | Dmitri Baibakov  | 490,35 | Richard Wegner          | 485,45 |
| Ragazzi - categoria "B" |                    |        |                  |        |                         |        |
| trampolino 1m           | Varakin            | 338,75 | Dmytro Lysenko   | 332,15 | Patrick Rodriguez-Rubio | 322,80 |
| trampolino 3m           | Roman Kormylitsin  | 387,15 | Sergei Kuchmasov | 361,90 | Dmytro Lysenko          | 354,75 |
| piattaforma             | Roman Kormylitsin  | 308,50 | András Hajnal    | 305,75 | Varakin                 | 280,50 |
| Donne - categoria "A"   |                    |        |                  |        |                         |        |
| trampolino 1m           | Ditte Kotzian      | 396,00 | Tronier          | 388,15 | Dobrynina               | 385,10 |
| trampolino 3m           | Efimenko           | 484,65 | Ditte Kotzian    | 448,10 | Suvorova                | 432,05 |
| piattaforma             | Clara Elena Ciocan | 398,05 | Alferova         | 360,50 | Yevgenya Olshevskaya    | 360,35 |
| Ragazze - categoria "B" |                    |        |                  |        |                         |        |
| trampolino 1m           | Anna Lindberg      | 324,85 | Martha Kirchoff  | 311,50 | Heike Fischer           | 310,50 |
| trampolino 3m           | Anna Lindberg      | 377,55 | Heike Fischer    | 321,05 | Jentsch                 | 317,30 |
| piattaforma             | Anna Lindberg      | 394,70 | Lushpaieva       | 255,20 | Krisztina Falkay        | 326,85 |

## Medagliere
- Nuoto

| Posizione | Paese         | Oro | Argento | Bronzo | Totale |
| --------- | ------------- | --- | ------- | ------ | ------ |
| 1         | Germania      | 7   | 4       | 9      | 20     |
| 2         | Ungheria      | 7   | 4       | 1      | 12     |
| 3         | Italia        | 3   | 4       | 4      | 11     |
| 4         | Russia        | 3   | 2       | 1      | 6      |
| 5         | Ucraina       | 2   | 2       | 1      | 5      |
| 6         | Romania       | 2   | 0       | 3      | 5      |
| 7         | Gran Bretagna | 1   | 3       | 2      | 6      |
| 8=        | Svezia        | 1   | 2       | 2      | 5      |
| 8=        | Macedonia     | 1   | 2       | 2      | 5      |
| 10        | Francia       | 1   | 1       | 1      | 3      |
| 11        | Paesi Bassi   | 1   | 1       | 0      | 2      |
| 12        | Svizzera      | 1   | 0       | 0      | 1      |
| 13        | Spagna        | 0   | 2       | 0      | 2      |
| 14        | Polonia       | 0   | 1       | 2      | 3      |
| 15=       | Bielorussia   | 0   | 1       | 0      | 1      |
| 15=       | Israele       | 0   | 1       | 0      | 1      |
| 17=       | Rep. Ceca     | 0   | 0       | 1      | 1      |
| 17=       | Belgio        | 0   | 0       | 1      | 1      |
| totale    |               | 30  | 30      | 30     | 90     |

- Tuffi

| Posizione | Paese    | Oro | Argento | Bronzo | Totale |
| --------- | -------- | --- | ------- | ------ | ------ |
| 1         | Russia   | 3   | 5       | 3      | 11     |
| 2         | Ucraina  | 3   | 1       | 3      | 7      |
| 3         | Svezia   | 3   | 0       | 0      | 3      |
| 4         | Germania | 2   | 5       | 4      | 11     |
| 5         | Romania  | 1   | 0       | 0      | 1      |
| 6         | Ungheria | 0   | 1       | 1      | 2      |
| 7         | Italia   | 0   | 0       | 1      | 1      |
| Totale    |          | 12  | 12      | 12     | 36     |